# Lars Gerike
Lars Gerike (* 25. Juli 1975 in Berlin) ist ein deutscher Eishockeyspieler, der seit der Saison 2011/12 für den Königsborner JEC in der Oberliga West aktiv ist.

## Karriere
Gerike begann seine Karriere im Nachwuchs der Eisbären Berlin, wo er 1994 in der Juniorenmannschaft spielte. Eine Saison später wurde er erstmals für den Profikader nominiert und absolvierte drei Partien in der Deutschen Eishockey Liga. Zur Saison 1996/97 schloss er sich dem Herner EV an, der damals eine Liga tiefer, in der 1. Liga Nord aktiv war. Dort blieb er bis 1997, ehe er sich während der laufenden Spielzeit dem EC Hannover anschloss, bei denen er die Saison beendete. Im Sommer 1998 konnten ihn die Verantwortlichen der Schalker Haie von einem Engagement in Gelsenkirchen überzeugen. Bei den Haien zeigte Gerike seine bisher beste Leistung und erzielte in 33 Ligaspielen, 18 Scorerpunkte.
Es folgte ein weiteres Jahr in Gelsenkirchen, ehe er sich zur Spielzeit 2000/01 dem damaligen Oberligisten Ratinger Ice Aliens anschloss. Der gelernte Verteidiger konnte sich erneut steigern und gehörte zu den Leistungsträgern im Team. In den zwei Jahren, in denen er bei den Ice Aliens im Kader stand, wurde er in 93 Spielen eingesetzt und erzielte dabei 50 Scorerpunkte. Die Saison 2001/02 verbrachte er zunächst beim Herner EG, für die er schon einmal zwischen 1996 und 1998 aktiv war, ehe er im Sommer 2003 einen Vertrag bei den Revierlöwen Oberhausen unterschrieb. Mit den Revierlöwen konnte er gleich in seiner ersten Spielzeit in die dritthöchste deutsche Eishockeyliga, die Oberliga, aufsteigen. Gerike hatte mit 57 Punkten in 52 Partien großen Anteil an diesem Erfolg.
Gerike verließ den Verein am Ende der Spielzeit 2005/06, nachdem die Verantwortlichen der Revierlöwen lange Zeit um eine Lizenz für die Oberliga kämpften, sie durch eine Auslagerung der Profimannschaft in eine GmbH erhielten, letzten Endes aber dennoch einen Insolvenzantrag stellen mussten. Der damals 31-jährige kehrte in die Regionalliga NRW zurück und ging fortan für Lippe-Hockey-Hamm aufs Eis. Bei den Youngstars gehörte er zu den punktbesten Verteidigern im Team. So konnte er in 47 Partien, die er absolvierte, 91 Mal punkten und war somit ein wichtiger Bestandteil der Mannschaft. Am 19. Dezember 2008 wechselte Gerike zum Ligakonkurrenten EHC Dortmund. Mit den Elchen stieg er zum Ende der Saison 2008/09 in die Oberliga auf. Der Defensivspieler war in den beiden Finalspielen gegen die DEG Metro Stars 1b allerdings gesperrt, da er im zweiten Halbfinale eine Matchstrafe bekam. 
Anfang Juli 2009 gaben die Verantwortlichen der Füchse Duisburg bekannt, Gerike verpflichtet zu haben. Gerike wird somit in der Saison 2009/10 für den EVD aufs Eis gehen. Dort schaffte er mit den Füchsen den Aufstieg in die Oberliga. Um seine Karriere ausklingen zu lassen, wechselte er zur Saison 2010/2011 innerhalb der Liga wieder in seinen Heimatort nach Herne, zum Herner EV. Mit seiner Erfahrung soll er eine Stütze für die jungen Spieler im Team des HEV sein.

## Statistik
(Stand: Ende der Saison 2008/09)